# Kuhnpoker
Kuhnpoker ist eine auf minimale Voraussetzungen reduzierte Pokervariante, die durch Harold W. Kuhn zum Zwecke spieltheoretischer Studien entwickelt wurde. Es ist ein Nullsummenspiel für 2 Spieler. Das Kartendeck besteht aus nur 3 Spielkarten, beispielsweise einem König, einer Dame und einem Buben. Beide Spieler legen ein ante in den Pot. Nachdem beide Spieler eine Karte erhalten haben, können sie entweder passen oder setzen (einen weiteren Ante). Der erste Spieler hat die Möglichkeit, nachdem er gepasst hat und Spieler 2 gesetzt hat, nun ebenfalls zu setzen. Wählen beide Spieler dieselbe Option, kommt es zum Showdown und die höchste Karte gewinnt. Wenn einer der Spieler gepasst hat, der andere aber gesetzt hat, gewinnt der Letztere. Kuhn demonstriert durch dieses Spiel, dass es Spieler 1 trotz optimaler Strategie unmöglich ist, nicht auf Dauer den Ruin zu erleiden, wenn Spieler 2 ebenfalls perfekt spielt. Ein Gewinn ist für Spieler 1 nur möglich, wenn Spieler 2 von der optimalen Strategie abweicht. Sein genauer Verlust beträgt 1/18 Ante pro Hand.
Der unüberwindbare Vorteil von Spieler 2 basiert auf seinem Informationsvorteil gegenüber Spieler 1, der immer als Erster agieren muss und somit entweder Spieler 2 zu oft mit marginalen Händen ausbezahlen muss oder aber ihn zu oft mit marginalen Händen den Showdown umsonst sehen lässt.

Der Baum beim Spiel mit den Karten Bube (J), Dame (Q) und König (K)

## Auswirkungen
Durch Kuhns Studien wurde der Vorteil der Position im Poker erstmals einer breiteren Öffentlichkeit bekannt. Insbesondere in No-Limit-Spielen sind die Auswirkungen spielentscheidend. Doyle Brunson behauptete einmal, er könnte jedes Spiel schlagen, ohne seine Karten zu sehen, wenn er in jeder Hand Position auf die anderen Spieler hätte.
Die Missachtung oder Ignorieren des Positionsvorteils oder -nachteils ist einer der kostspieligsten Anfängerfehler in Poker.